# Aktionsgemeinschaft Vierte Partei
Die Aktionsgemeinschaft Vierte Partei (eigene Schreibweise: Aktionsgemeinschaft VIERTE PARTEI; kurz: AVP) war eine rechtskonservative politische Partei in der Bundesrepublik Deutschland.

## Geschichte
Im Frühjahr 1975 fanden erste Gespräche zur Gründung einer Vierten Partei statt, die als rechtskonservative Ergänzung zum damals bestehenden Dreiparteiensystem mit SPD, FDP und CDU/CSU geplant war. An den Gesprächen waren beteiligt Dietrich Bahner senior von der Deutschen Union (DU), Horst Götting von der Liberal-Sozialen Union (LSU) und Vertreter vom Bund Freies Deutschland (BFD). Ziel war die Teilnahme an der Bundestagswahl 1976, zu welcher man Chancen hinsichtlich der Überwindung der Fünf-Prozent-Hürde sah.
Die Gründungsversammlung fand am 18. Oktober 1975 in Stuttgart mit 120 Teilnehmern statt. Zum Vorsitzenden wurde Dietrich Bahner gewählt, Stellvertreter wurden Kurt Meyer von der DSU und Horst Göttig.
Die angestrebte breite Beteiligung unterschiedlicher Gruppen konnte jedoch nicht erreicht werden. Die Freisoziale Union (FSU) zog sich vom Projekt zurück. Ähnliches galt für die Bayernpartei, die auf einem Autonomiestatus innerhalb der AVP bestanden hatte. Die DU-Mitgliedschaft war nur in Teilen zur AVP gewechselt, auch schloss sich der auf Funktionärsebene eher von ehemaligen SPD-Mitgliedern getragene BFD nicht an. Dies erwies sich als besonders hinderlich, da er bei den Abgeordnetenhauswahlen in Berlin im März 1975 mit 3,4 % gut abgeschnitten hatte und so ein besonderes Gewicht besaß. Die Freundeskreise der CSU außerhalb Bayerns beteiligten sich ebenfalls deutlich geringer als erwartet.
In der AVP ging die Freie Republikanische Partei auf. Weitere hinzugewonnene Partner waren die Deutsche Soziale Volkspartei und die Liberal-Nationale Volkspartei.
Der niedersächsische Landesverband unter Göttigs Führung trat 1978 aus der AVP aus und gründete die Vierte Partei Deutschlands – Union für Umwelt und Lebensschutz.

## Wahlen
Die AVP trat in sieben (von 10) Ländern zur Bundestagswahl am 3. Oktober 1976 an und erhielt insgesamt 4723 Stimmen (0,0 %).
Am 8. Oktober 1978 nahm die AVP an der Landtagswahl in Hessen teil, konnte jedoch nur 12 Stimmen (0,0 %) erzielen.